# Perdita pauliana
Perdita pauliana är en biart som beskrevs av Timberlake 1977. Perdita pauliana ingår i släktet Perdita och familjen grävbin. Inga underarter finns listade i Catalogue of Life.